# Leslie Coutterand
Leslie Coutterand, née le 20 octobre 1984 à Chamonix-Mont-Blanc est une actrice, réalisatrice, conférencière - 3x TEDx speaker et mannequin française.

## Biographie
Leslie Coutterand est originaire de Chamonix-Mont-Blanc. Après avoir vécu à New York pour étudier l'anglais pendant un an, elle déménage à Paris où elle suit le Cours Florent dont elle sort diplômée en 2007. Elle commence sa carrière dans quelques courts-métrages au cinéma et dans quelques séries (Cellule Identité sur M6 ou Nos années pension sur France 2).
En 2006, elle décroche ensuite son premier rôle principal dans la série Déjà vu sur France 2. Elle y incarne Alexandra, une jeune femme qui gagne le pouvoir de remonter dans le temps à la suite d'un accident. La série est tournée entre la France, Singapour et le Vietnam. Elle tournera 2 saisons, soit 52 épisodes entre 2006 et 2009. 
Elle apparaît dans le téléfilm Un mari de trop avec Alain Delon et Lorie sur TF1 et dans le court métrage Dog tag runners présenté au Short film corner du Festival de Cannes en 2011.
Elle a tourné de 2011 à 2014 dans la série Julie Lescaut pour TF1 avec Véronique Genest, elle y jouait le lieutenant Madeleine Mille dit Mado, un des derniers personnages récurrents de la série. En 2013, elle obtient un rôle dans la comédie américaine Larry Gaye: Renegade Male Flight Attendant aux côtés de Stanley Tucci, Marcia Gay Harden, Taye Diggs et Rebecca Romijn.
Leslie Coutterand est également mannequin et représente différentes marques dans des publicités à l'international comme Nivea, Head and Shoulders et Louis Vuitton.
Au milieu des années 2010, elle se remet en question. Elle coréalise en 2015 le documentaire I Love Therefore I Am avec Marine Billet et en 2016, elle met un terme à sa carrière d'actrice et quitte Los Angeles pour revenir à Paris. Après deux ans d'hésitation, elle se reconvertit et devient oratrice activiste intervenant sur le conditionnement des réseaux sociaux, la coopération et l'éthique. Elle continue également son travail de réalisatrice de documentaires,.
En 2017, elle coécrit et coréalise la mini-série Miss Holland avec Eline van der Velden pour la BBC 3,.

## Filmographie

### Actrice

#### Cinéma
- 2015 : Larry Gaye: Renegade Male Flight Attendant (Larry Gaye: Renegade Male Flight Attendant) par Sam Friedlander : Isabella[11]
- 2016 : Dehors, tu vas avoir si froid par Arnaud Sadowski

#### Télévision

##### Téléfilms
- 2010 : Spirale de Pascal Pinson
- 2010 : Un mari de trop de Louis Choquette
- 2011 : Dog tag runners de Payam Azadi

##### Séries télévisées
- 2007: Nos années pension (saison 2) : Lucie
- 2007-2009 : Déjà vu (saison 1 et 2) : Alexandra
- 2010-2014 : Julie Lescaut : Lieutenant Madeleine « Mado » Mille

### Réalisatrice
- 2015 : I Love Therefore I Am
- 2017: Miss Holland